# Mark Baker (animatore)
Mark Baker (Londra, 8 aprile 1959) è un animatore e produttore cinematografico britannico.
È noto, oltre per aver creato diversi cortometraggi nominati agli Oscar, per aver co-creato le serie animate per bambini The big knights, Peppa Pig e Il piccolo regno di Ben e Holly insieme a Neville Astley.

## Biografia
Nel 1994, Mark Baker ha fondato, insieme a Neville Astley e Phil Davies, la Astley Baker Davies. Tre cortometraggi di Baker, The Hill Farm, Jolly Roger e The Village, sono stati inclusi nell'Animation Show of Shows. Nel corso della sua carriera, Baker ha ricevuto diverse nomination agli Oscar. Baker ha iniziato a lavorare come animatore negli anni '70. È noto per il suo disegnare in stile infantile, ma i significati sottostanti dei suoi lavori rappresentano una visione del mondo sofisticata. Il suo cortometraggio The Hill Farm del 1988 ha ricevuto una nomination agli Oscar, un BAFTA, il Grand Prix all'Annecy Animation Festival e degli elogi da Jurij Norštejn. Baker realizzò il corto The Village nel 1994 per Channel 4. Nel 2003 ha partecipato al progetto collettivo di Kihachirō Kawamoto, Fuyu no hi.